# Tiveds kyrka
Tiveds kyrka är en kyrkobyggnad som sedan 2006 tillhör Finnerödja-Tiveds församling (tidigare Tiveds församling), sedan 2014 i Strängnäs stift (tidigare Skara stift). Kyrkan ligger i Sanneruds by på en västsluttning med utsikt över sjön Unden i Laxå kommun.

## Kyrkobyggnaden
Kyrkan byggdes 1847 av ortsbefolkningen på endast sju veckor, sedan Tived 1842 blivit egen kapellförsamling. Ritningarna var utförda av Johan Fredrik Åbom vid Överintendentsämbetet och bygget leddes av Anders Pettersson från Värsås. Från början fanns inget kyrktorn så kyrkklockorna fick istället hänga i en klockstapel. Tornet tillkom 1865 och uppfördes efter ritningar av Albert Törnqvist.
Kyrkan är byggd av sandstensblock och består av ett rektangulärt långhus. I öster finns ett rakt avslutat kor och i väster ett smalare kyrktorn. Norr om koret finns en sakristia. Interiören har empirprägel med tunnvälvt ljust tak och  
bevarad ursprunglig inredning.

## Inventarier
- Glasmålning i korfönsteret utförd 1922 av Yngve Lundström.

### Orgel
Orgelverket är pneumatiskt och byggt 1922 av Åkerman & Lund. Fasaden, som numera är stum, härstammar från en tidigare orgel, troligen tillverkad 1804 av en okänd orgelbyggare. Den flyttades 1878 från Viby kyrka, Närke. Den byggdes till 1922, vilket dock har gjort den mindre elegant. Orgeln har tolv stämmor fördelade på två manualer och pedal.

## Bilder

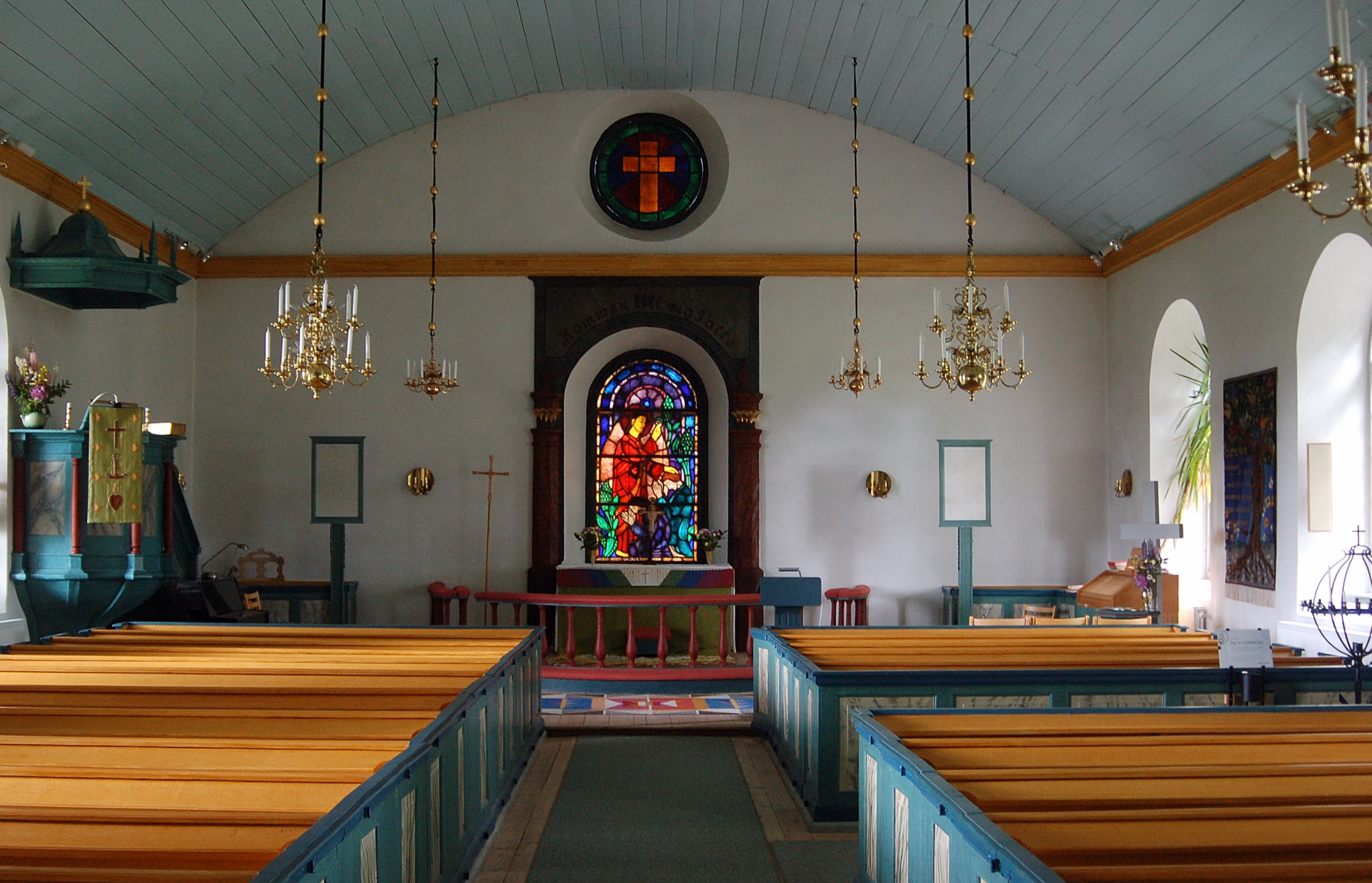
Interiör mot koret
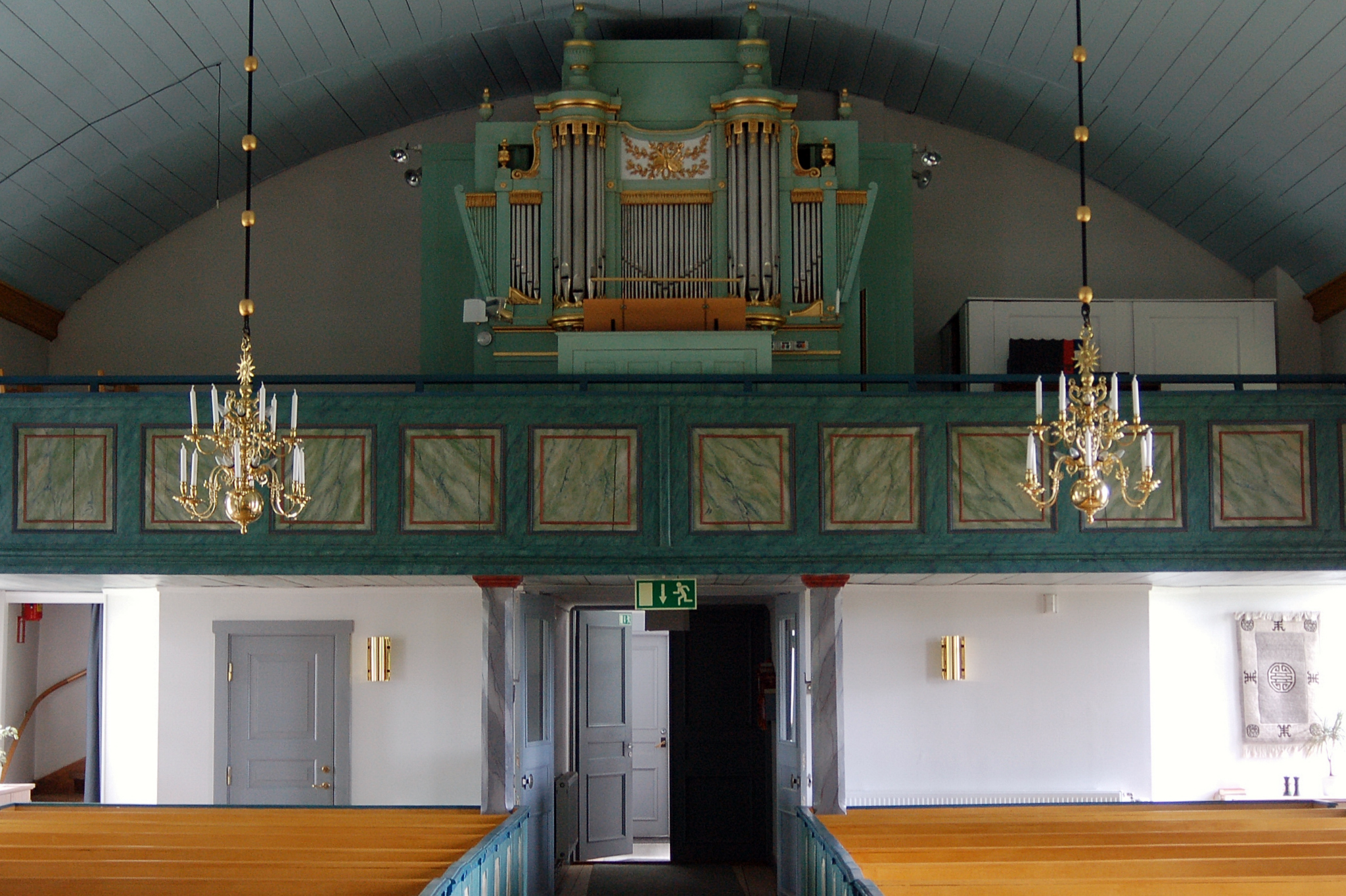
Interiör mot orgelläktaren.
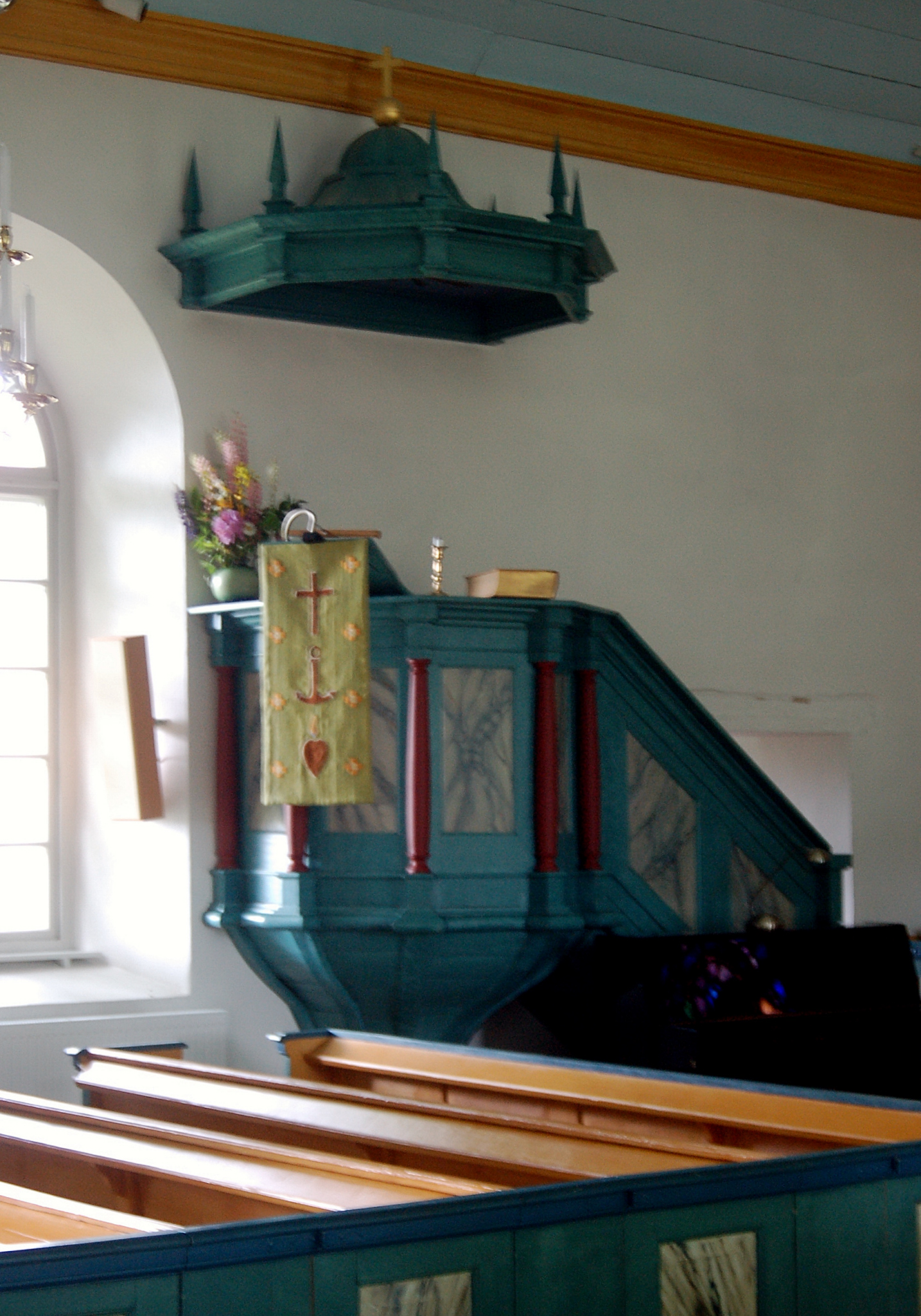
Predikstolen.
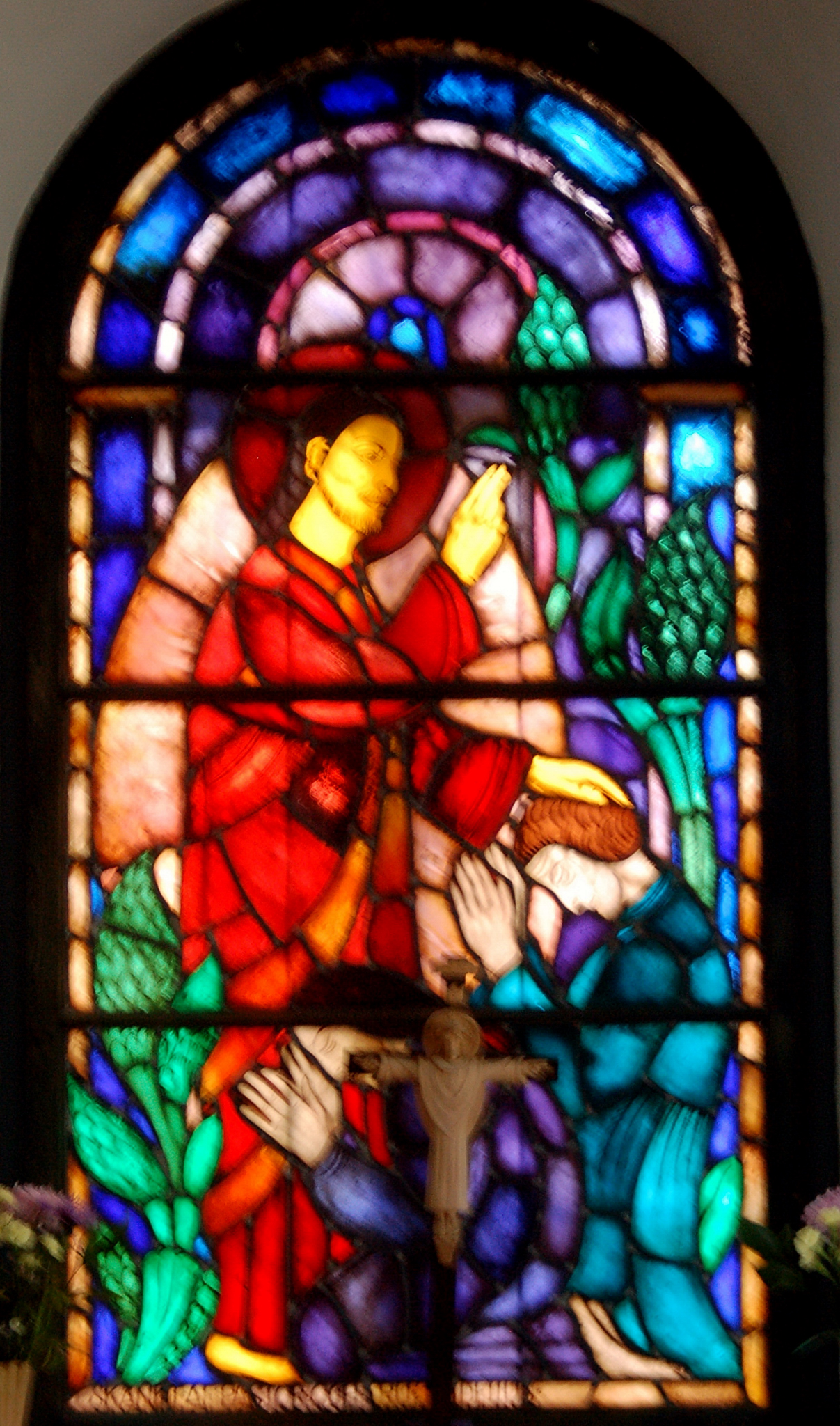
Korfönstret.